# Omphalotropis fragilis
Omphalotropis fragilis é uma espécie de gastrópode  da família Assimineidae.
É endémica de Micronésia.